# Agabus clypealis
Agabus clypealis е вид насекомо от семейство Dytiscidae. Видът е застрашен от изчезване.

## Разпространение
Разпространен е в Германия, Дания, Латвия, Полша, Русия и Швеция.